# Russische Fußballnationalmannschaft der Frauen/Weltmeisterschaften
Der Artikel enthält eine ausführliche Darstellung der russischen Fußballnationalmannschaft der Frauen bei Weltmeisterschaften. Die Russinnen traten 1992 die Nachfolge der UdSSR an, die aber an der ersten WM-Endrunde nicht teilnahm. Danach konnte sich Russland als bis heute einzige der aus der UdSSR hervorgegangenen Mannschaften für WM-Endrunden der Frauen qualifizieren und nahm bisher zweimal teil. In der ewigen Tabelle belegen die Russinnen als beste Mannschaft mit nur zwei Teilnahmen den 18. Platz.

## Die Nationalmannschaft bei Weltmeisterschaften

### Übersicht
| Jahr | Gastgeberland         | Teilnahme bis …    | Gegner              | Ergebnis | Trainer        | Bemerkungen und Besonderheiten |
| ---- | --------------------- | ------------------ | ------------------- | -------- | -------------- | --- |
| 1991 | Volksrepublik China   | nicht teilgenommen |                     |          |                | Teil der UdSSR, deren Mannschaft an der EM 1991 nicht teilnahm und sich daher nicht für die WM qualifizieren konnte. |
| 1995 | Schweden              | nicht qualifiziert |                     |          |                | Im Viertelfinale der EM 1995 an Deutschland gescheitert. |
| 1999 | USA                   | Viertelfinale      | Volksrepublik China | 5.       | Juri Bystrizki | Aus gegen den späteren Vizeweltmeister |
| 2003 | USA                   | Viertelfinale      | Deutschland         | 8.       | Juri Bystrizki | 1:7-Niederlage gegen den späteren Weltmeister |
| 2007 | Volksrepublik China   | nicht qualifiziert |                     |          |                | In der Qualifikation an Deutschland gescheitert. |
| 2011 | Deutschland           | nicht qualifiziert |                     |          |                | In der Qualifikation an der Schweiz gescheitert, die sich aber auch nicht qualifizieren konnte |
| 2015 | Kanada                | nicht qualifiziert |                     |          |                | In der Qualifikation an Deutschland gescheitert. |
| 2019 | Frankreich            | nicht qualifiziert |                     |          |                | In der Qualifikation an England und Wales gescheitert. |
| 2023 | Australien/Neuseeland | ausgeschlossen     |                     |          |                | In der Qualifikation trafen die Russinnen auf Dänemark, Bosnien-Herzegowina, Aserbaidschan, Malta und Montenegro. Nach dem völkerrechtswidrigen Einmarsch in die Ukraine am 24. Februar 2022 wurde die Mannschaft von der FIFA und UEFA von der weiteren Teilnahme an der Qualifikation ausgeschlossen. 1 |

### Statistik
(Angaben inkl. 2023: Neun Weltmeisterschaften)
- nicht teilgenommen: einmal (11,1 %; 1991)
- ausgeschlossen: einmal (11,1 %; 2022)
- nicht qualifiziert: fünfmal (55,6 % bzw. 62,5 & der Versuche)
- qualifiziert: zweimal (22,2 %; 1999 und 2003)
  - Viertelfinale: zweimal (22,2 %; 1999 und 2003)

## Die Turniere

### WM 1991 in der Volksrepublik China
Bis 1992 war Russland Teil der UdSSR, die aber erst nach Beginn der Qualifikation für die Fußball-Europameisterschaft der Frauen 1991 den Länderspielbetrieb aufnahm.

### WM 1995 in Schweden
Vier Jahre später nahm dann die russische Mannschaft als Nachfolgerin der Frauen-Fußballnationalmannschaft der UdSSR an der Qualifikation für die EM 1995 teil. Gegner waren Rumänien, die Ukraine und Polen. Mit vier Siegen und zwei Remis qualifizierte sich Russland für das Viertelfinale, scheiterte da aber mit zwei Niederlagen an Titelverteidiger Deutschland und war somit weder für die WM noch das erste Fußballturnier der Frauen bei den Olympischen Spielen 1996 qualifiziert an dem nur die acht besten Mannschaften der WM teilnehmen konnten.

### WM 1999 in den USA
Für die dritte Weltmeisterschaft setzte die UEFA erstmals Qualifikationsspiele an. Bis heute ist die UEFA der einzige Kontinentalverband, der separate WM-Qualifikationsspiele durchführt. Russland traf auf Dänemark, die Portugal und Belgien. Russland verlor beide Spiele gegen Dänemark, das auch alle anderen gewann und sich direkt für die WM qualifizierte. Mit vier Siegen gegen die beiden anderen Gruppengegner wurden die Russinnen Gruppenzweiter und trafen in den Playoffs der Gruppenzweiten auf Finnland. Mit zwei 2:1-Siegen qualifizierte sich Russland für die WM-Endrunde.
In den USA trafen sie in ihrem ersten WM-Spiel am 20. Juni 1999 in Foxborough auf Titelverteidiger Norwegen und verloren mit 1:2. Dabei erzielte Galina Komarowa mit dem Tor zum 1:2-Endstand das erste WM-Tor für die Russinnen. Im zweiten Spiel gegen Japan gelang mit dem 5:0 der erste Sieg in einem WM-Spiel und auch das letzte Spiel gegen Kanada wurde gewonnen, diesmal mit 4:1. Damit zog Russland als Gruppenzweiter ins Viertelfinale. Dort wurde mit 0:2 gegen die Volksrepublik China verloren, die dann bis ins Finale vorstieß und dort erst im Elfmeterschießen an den Gastgeberinnen scheiterte. Obwohl in den FIFA-Statistiken auf Platz 5 geführt, nahm die Mannschaft nicht am Fußballturnier der Frauen bei den Olympischen Spielen 2000 teil, an dem neben Australien die sieben besten Mannschaften der WM teilnehmen durften. Stattdessen nahm Deutschland teil, das in der FIFA-Statistik für die WM 1999 nur auf Platz 8 geführt wird.

### WM 2003 in den USA
Eigentlich sollte die WM 2003 dann wieder in der Volksrepublik China stattfinden. Wegen der SARS-Epidemie wurde das Turnier kurzfristig in die USA verlegt. Damit fand die Weltmeisterschaft zum zweiten Mal in den USA statt. Russland traf in Qualifikation auf Island, Spanien und Italien. Mit drei Siegen, zwei Unentschieden und nur einer Niederlage qualifizierte sich Russland als Gruppensieger direkt für die WM, Island scheiterte in den Playoffs der Gruppenzweiten an England, das im Playofffinale an Frankreich scheiterte, womit sich Frankreich erstmals qualifizierte.
Bei der WM trafen die Russinnen im ersten Spiel auf Australien und gewannen mit 2:1. Nach einem 3:0 gegen Ghana war Russland bereits für das Viertelfinale qualifiziert. Da konnte die abschließende 0:1-Niederlage gegen Vizeweltmeister China eigentlich verkraftet werden. Allerdings trafen die Russinnen damit im Viertelfinale auf Europameister Deutschland. Während Russland dazu an der Westküste in Portland bleiben konnte, musste Deutschland von der Ostküste aus Washington, D.C. anreisen. Dennoch gingen die Russinnen mit 1:7 unter – ihrer höchsten Niederlage bis zum 21. September 2013. Deutschland war auch danach nicht zu schlagen und wurde als erstes Land Fußball-Weltmeister bei Frauen und Männern. Russland verabschiedete sich dagegen für mindestens 24 Jahre von der WM-Bühne.

### WM 2007 in der Volksrepublik China
Vier Jahre später fand dann die WM doch zum zweiten Mal in der Volksrepublik China statt. Russland traf in der Qualifikation ausgerechnet auf Weltmeister Deutschland, gegen den beide Spiele verloren wurde. Alle anderen Spiele gegen Schottland, Irland und die Schweiz wurden gewonnen. Da sich diesmal lediglich die Gruppensieger für die WM qualifizierten, fand die WM ohne Russland statt, bei der Deutschland erfolgreich den WM-Titel verteidigte – als erste Mannschaft nach Brasilien 1962 bei den Männern. Russland verpasste damit auch die Qualifikation für das Fußballturnier der Frauen bei den Olympischen Spielen 2008, an dem aus Europa nur die drei besten Mannschaften der WM 2003 teilnehmen durften.

### WM 2011 in Deutschland
Die Qualifikation für die WM zweite WM in Europa verlief dann ähnlich. Nur war es diesmal überraschend die Schweiz, die in der Gruppenphase vor Russland landete. Dabei begann die Qualifikation mit einem 2:1-Sieg in der Schweiz. Dies war aber die einzige Niederlage der Schweizerinnen, alle anderen Spiele wurden gewonnen. Da Russland aber im vorletzten Spiel in Irland nur zu einem 1:1 kam, reichte es, obwohl alle anderen Spiele – bis auf das Heimspiel gegen die Schweiz – gewonnen wurden nur zum zweiten Platz vor Irland, Israel und Kasachstan. Die Schweiz scheiterte dann zunächst in der Play-off-Runde der Gruppensieger an England und dann an Italien, das aber an den USA scheiterte.

### WM 2015 in Kanada
Vier Jahre später war wieder Deutschland der Stolperstein auf dem Weg zur WM. Nachdem sich die Mannschaft zwei Jahre zuvor für die EM 2013 qualifiziert hatte, war sie bei der Auslosung der Qualifikation für die WM in Kanada Topf 2 zugeordnet und wurde der Gruppe mit Europameister Deutschland zugelost. Da sich aber diesmal auch einer der Gruppenzweiten über Playoffspiele für die WM qualifizieren konnte, bestand zumindest die Hoffnung es auf diesem Weg zu schaffen. Aber bereits im ersten Spiel am 21. September 2013 in Deutschland gab es einen herben Dämpfer: Mit 0:9 kassierten die Russinnen ihre höchste Niederlage. Danach konnte Russland zwar gegen die Slowakei, Slowenien, Kroatien, Irland und nochmals Slowenien gewinnen, kam aber anschließend im Heimspiel gegen Irland nicht über ein torloses Remis hinaus. Da auch das Heimspiel gegen Deutschland mit 1:4 verloren wurde, reichten auch die letzten Siege nicht um als einer der vier besten Gruppenzweiten die Playoffs zu erreichen, da die zwei im Heimspiel gegen Irland verschenkten Punkte fehlten.

### WM 2019 in Frankreich
In der Qualifikation traf die Mannschaft auf England, erstmals Wales, Bosnien & Herzegowina und Kasachstan. Die Russinnen starteten mit einer 0:6-Niederlage in England und kamen im ersten Heimspiel nur zu einem torlosen Remis gegen Wales. Nach zwei Auswärtssiegen – 6:1 gegen Bosnien & Herzegowina und 3:0 gegen Kasachstan – wurde das Heimspiel gegen England mit 1:3 und in Wales mit 0:3 verloren. Damit hatten die Russinnen keine Chance mehr in den Kampf um das WM-Ticket einzugreifen. Die beiden letzten Spiele wurden dann noch mit jeweils 3:0 gewonnen und der dritte Gruppenplatz belegt. Damit kann sich die russische Mannschaft auch nicht für die Olympischen Spiele 2020 qualifizieren, da die WM-Endrunde auch als Olympia-Qualifikation für die europäischen Mannschaften dient. Durch die Nichtqualifikation fielen sie in der ewigen Tabelle um drei Plätze auf den 15. Platz und sind nun nicht mehr beste Mannschaft mit nur zwei Teilnahmen, da sie von Europameister Niederlande überholt wurden.

### WM 2023 in Australien und Neuseeland
Um sich für die Fußball-Weltmeisterschaft der Frauen 2023 zu qualifizieren, sollten die Russinnen in einer Qualifikation-Gruppe gegen Dänemark, Bosnien-Herzegowina, Aserbaidschan, Malta und Montenegro qualifizieren. Dänemark war Gegner in der WM-Qualifikation 1999 und EM-Qualifikation 2001, Bosnien und Herzegowina in der EM-Qualifikation 2013 und WM-Qualifikation 2019. Gegen Aserbaidschan, Malta und Montenegro wurde zuvor noch nicht gespielt. Die Russinnen begannen die Qualifikation wie die Dänninen mit fünf Siegen, verloren dann im November 2021 in Dänemark mit 1:3, so dass sie vor den letzten vier Spielen Gruppenzweite waren. Nach dem Einmarsch von Russland in die Ukraine erklärten mehrere nationale Verbände, deren Mannschaften in der Qualifikation für die WM der Männer 2022 gegen Russland antreten sollten, nicht gegen Russland spielen zu wollen. Die UEFA und FIFA schlossen daraufhin alle russische Mannschaften von allen Wettbewerben aus. Die Spiele der Russinnen wurden am 2. Mai aus der Wertung genommen, worauf Dänemark, dass zwischenzeitlich zwei weitere Spiele gewonnen hatte, als WM-Teilnehmer feststand.

## Spiele
Russland bestritt bisher acht WM-Spiele, von denen je die Hälfte gewonnen und verloren wurde. Kein Spiel endete unentschieden. Alle Spiele fanden in den Vereinigten Staaten statt. Russland nahm nie am Eröffnungsspiel teil und spielte nie gegen den Gastgeber, aber einmal gegen den Titelverteidiger und einmal gegen den späteren Weltmeister. Russland spielte gegen Mannschaften aller Konföderationen außer Südamerika. Und außer gegen die afrikanischen und südamerikanischen Meister spielte Russland einmal gegen alle Kontinentalmeister.
Fünf Spielerinnen bestritten alle acht Spiele, Jelena Fomina und Olga Letjuschowa erzielten die meisten Tore (je 3)
| Alle WM-Spiele |            |          |                     |                       |               |                                                 |
| Nr.            | Datum      | Ergebnis | Gegner              | Austragungsort        | Anlass        | Bemerkungen                                     |
| 1              | 20.06.1999 | 1:2      | Norwegen (TV)       | Foxborough (USA)      | Vorrunde      |                                                 |
| 2              | 23.06.1999 | 5:0      | Japan               | Portland (USA)        | Vorrunde      | Erstes Spiel gegen Japan                        |
| 3              | 26.06.1999 | 4:1      | Kanada              | East Rutherford (USA) | Vorrunde      | Erstes Spiel gegen Kanada                       |
| 4              | 30.06.1999 | 0:2      | Volksrepublik China | San José (USA)        | Viertelfinale |                                                 |
| 5              | 21.09.2003 | 2:1      | Australien          | Carson (USA)          | Vorrunde      |                                                 |
| 6              | 25.09.2003 | 3:0      | Ghana               | Carson (USA)          | Vorrunde      | Erstes von der FIFA gezähltes Spiel gegen Ghana |
| 7              | 28.09.2003 | 0:1      | Volksrepublik China | Portland (USA)        | Vorrunde      |                                                 |
| 8              | 02.10.2003 | 1:7      | Deutschland         | Portland (USA)        | Viertelfinale |                                                 |

Anmerkung: Die fett gedruckten Mannschaften waren zum Zeitpunkt des Spiels Meister ihrer Konföderation.
Die russische Mannschaft erzielte ihre höchsten Siege gegen folgende Länder bei WM-Turnieren:
- Australien 2:1 (Vorrunde 2003)
- Ghana 3:0 (Vorrunde 2003)
- Japan 5:0 (Vorrunde 1999)
- Kanada 4:1 (Vorrunde 1999)

Gegen diese Mannschaften kassierte die russische Mannschaft ihre höchsten Niederlagen bei einem WM-Turnier:
- Volksrepublik China 0:2 (Viertelfinale 1999) – zudem ein 0:2 in einem Freundschaftsspiel und ein 1:3 beim Vier-Nationen-Turnier 2005
- Das 1:7 gegen Deutschland im Viertelfinale 2003 war bis 2013 die höchste Niederlage gegen Deutschland und insgesamt, dann verlor Russland mit 0:9 gegen Deutschland.

## Rekorde
- Die jüngste Teilnehmerin, die bei einer WM ein Tor schoss: Jelena Danilowa im Alter von 16 Jahren und 96 Tagen bei der WM 2003
- Erstes Land, das das erste WM-Spiel gegen den Titelverteidiger bestritt: 1999 gegen Norwegen.
- Meiste Tore eines Neulings in der Vorrunde: 10 (1999)

### Negativrekorde
- Höchste Niederlagen bei einem Turnier: 2003 Russland gegen Deutschland 1:7 und Argentinien gegen Japan 0:6